# Divisió d'Hisar
La divisió d'Hisar és una entitat administrativa de l'estat d'Haryana (Índia), amb capital a la ciutat d'Hissar, formada pels districtes de Bhiwani, Fatehabad, Hisar, Jind, Sirsa.